# Балкенкройц

Балкенкройц (нім. Balkenkreuz) — розпізнавальний знак Вермахту (німецьких збройних сил) та різних його підрозділів у роки Другої світової війни. Використовувався в «Heer» (сухопутні війська), Люфтваффе (ВПС) та Крігсмаріні (ВМФ). Є стилізацією тевтонського хреста та хреста Святого Миколая.

## Етимологія

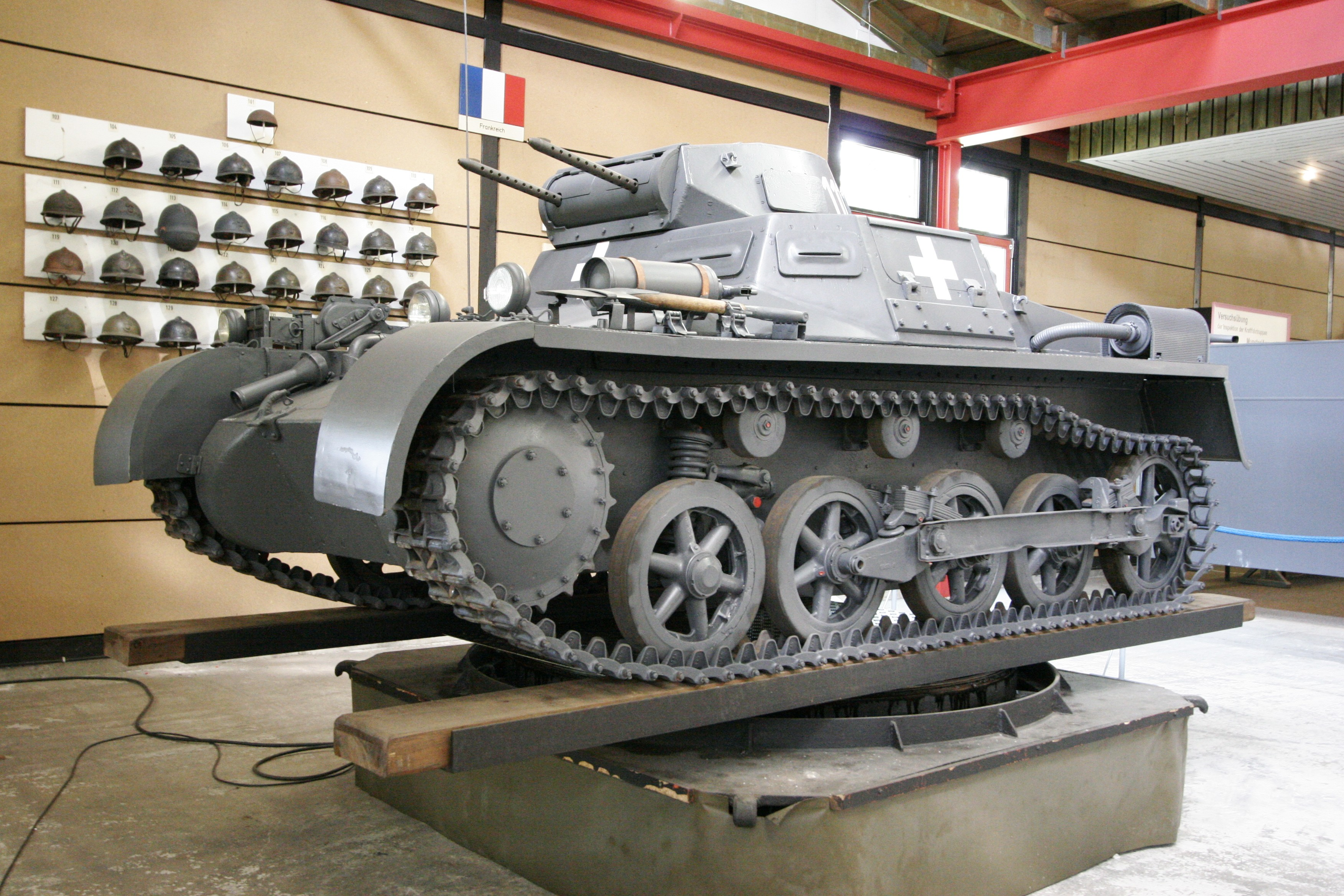
Танк Panzer I у музеї, із нанесеним розпізнавальним знаком «білий хрест», що використовувався під час Польської кампанії 1939 року

Балкенкройц часто перекладається як «балканський хрест», однак він не має нічого спільного з Балканами. «Балканський хрест» німецькою буде «Balkankreuz». А «Balken» — дерев'яна балка, брус або поперечина. Тому правильний переклад із німецької — «балковий хрест».

## Історія
Був вперше прийнятий в Luftstreitkräfte (Імперських військово-повітряних силах Німеччини) в середині квітня 1918 року, приблизно за тиждень до смерті Манфреда фон Ріхтгофена, і використовувався аж до кінця Першої світової війни. У директиві «IdFlieg» (комітету, який займався військовою авіацією і був частиною «Luftstreitkräfte») від 20 березня 1918 року для всіх виробників було встановлено, що нова емблема має бути введена в експлуатацію до 15 квітня 1918 року.

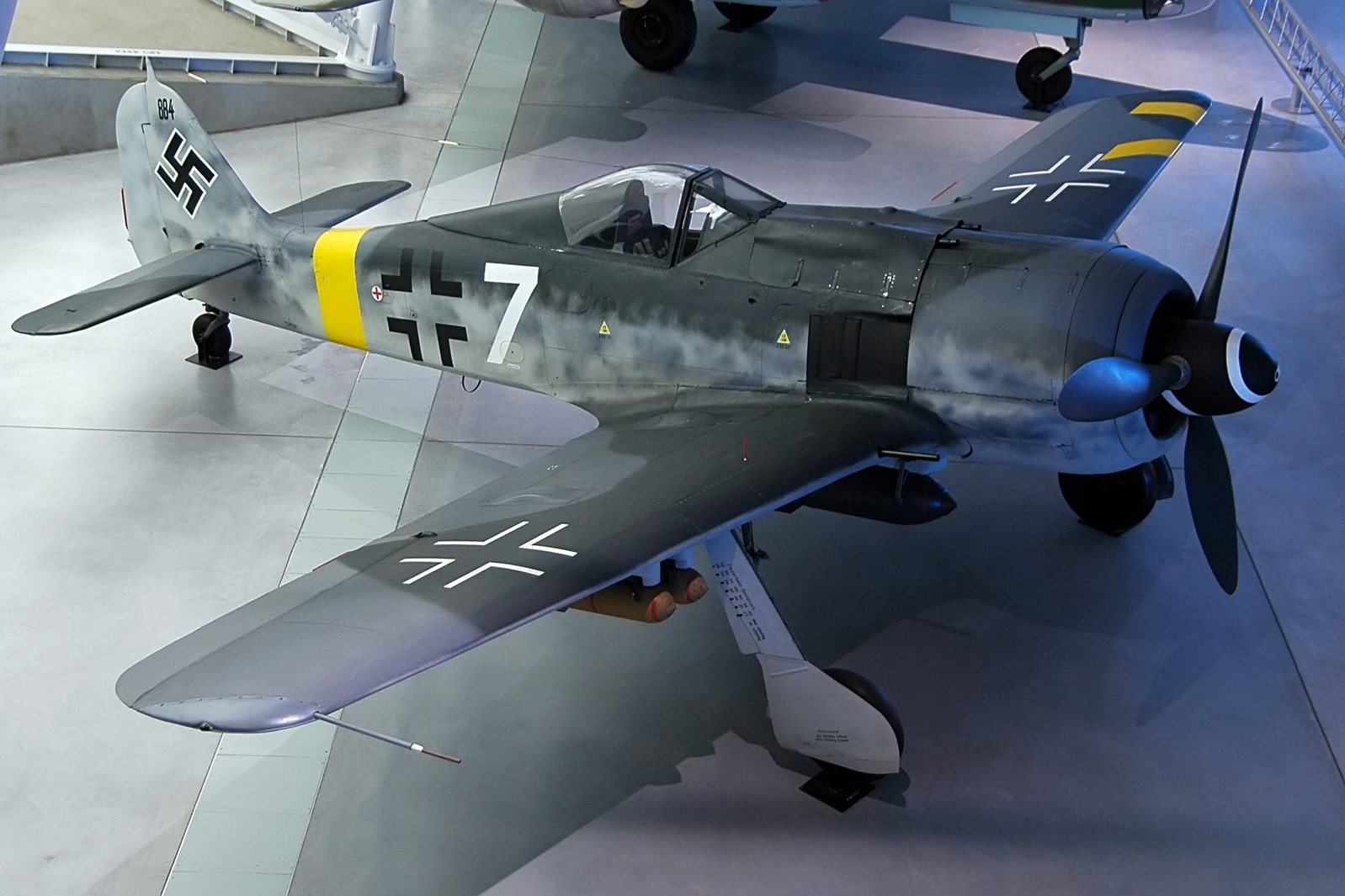
Достовірно відновлений "Смітсонівський " винищувач FW-190F, демонструє обидва види хреста зі "зменшеною видимістю " (чорний та білий)

Використання «балкенкройця» (з новими стандартними розмірами) відновилося з появою Люфтваффе нацистської Німеччини в 1935 році, як частина нових німецьких збройних сил — Вермахту, — заснованих у середині березня 1935 року. На німецькій бронетехніці під час вторгнення до Польщі використовувався звичайний білий хрест. Однак стало очевидно, що ці помітні знаки використовувалися протитанковою обороною супротивника як прицільний засіб (такий же досвід, з маркуванням, що впадає в очі, повторили американські війська з величезною білою зіркою, яка служила розпізнавальним знаком для їх танків і авіації). У результаті, після Польської кампанії, у білий хрест вставили чорний хрест, і вже до початку операції «Везерюбунг» — хрест із чорною центральною частиною та білою «окантовкою», який використовували у Люфтваффі, став базовим розпізнавальним знаком німецької бронетехніки до кінця війни.

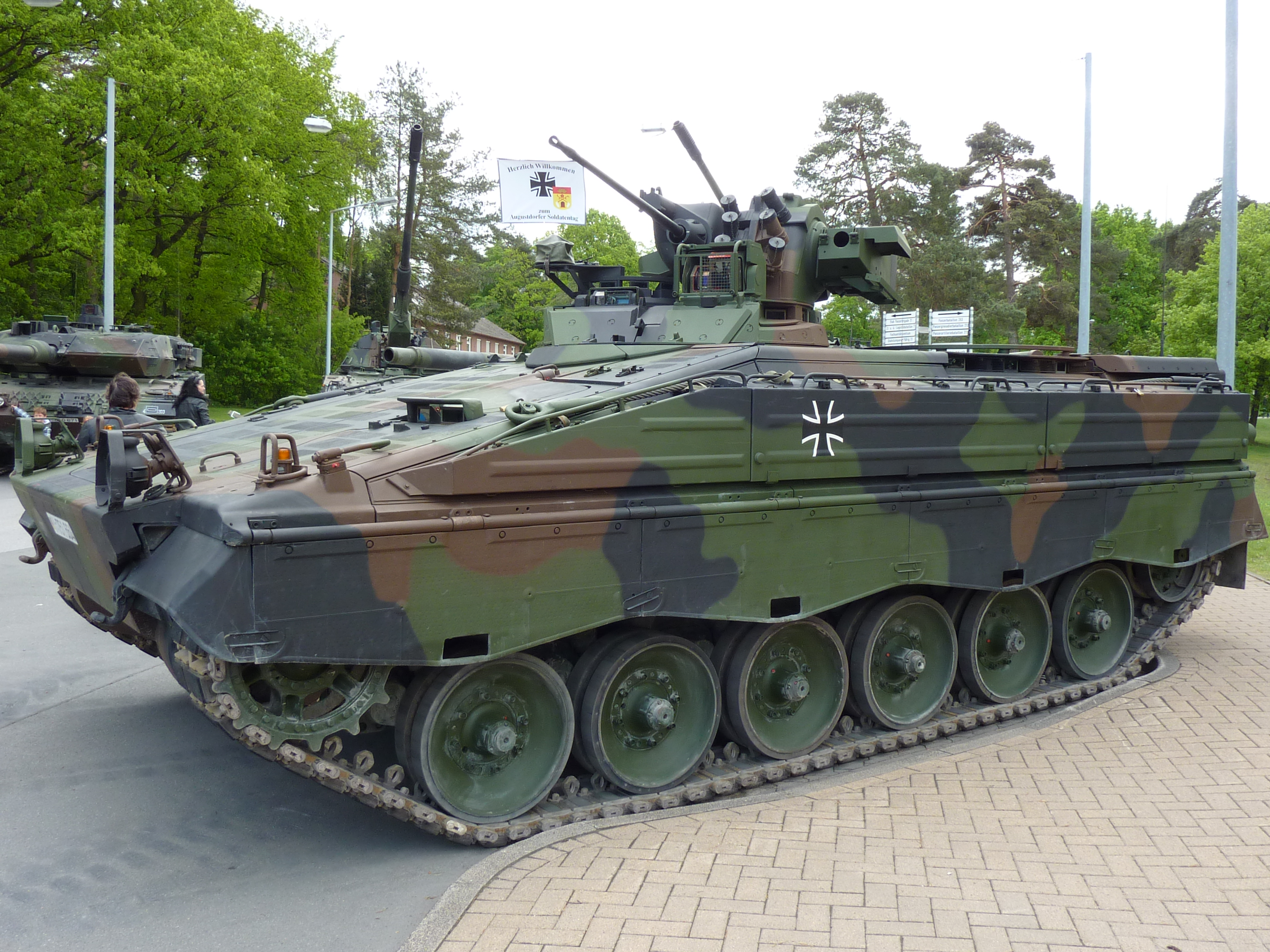
Сучасний хрест Бундесверу, нанесений на БМП "Marder "

Люфтваффе використовували дві специфікації для «балкенкройця»: перший із вузькими білими «окантовками» на верхніх поверхнях крила — до липня 1939 року, він використовувався на всіх шести звичайних позиціях на корпусі літака. І другий з ширшими білими «окантовками», але з тією самою шириною (на 25 % більше довжини з кінця в кінець для обох версій) центральної чорної частини хреста, внизу крил і на боковинах фюзеляжу, який використовувався німецькою військовою авіацією протягом війни.
Наприкінці війни «балкенкройц» дедалі частіше забарвлювався без чорної центральної частини, використовувався лише квартет прямокутних «окантовок» для зниження його видимості — «окантовки» були як білими, і чорними, вузькими чи широкими, формуючи розмір хреста.

## Подальше використання
Варіація зображення залізного хреста на техніці використовується у нинішніх збройних силах Німеччини — Бундесвері. Хрест успадкував білі (або інших світлих кольорів) «окантовки» від старого «балкенкройця», які не з'єднуються на кінцях чотирьох «флангів». Хрест розширюється від центру до країв «флангів», успадкувавши свою форму швидше від тамплієрського хреста ранньої Німецької імперії, а не від того хреста, який використовувався в кайзерівській армії з 1916 до березня 1918 року.